# Paul « Jesus » Monroe
Pour les articles homonymes, voir Monroe.
Paul « Jesus » Monroe (Paul « Jesus » Rovia dans l'adaptation télévisée) est un personnage de fiction issu de la série de bandes dessinées The Walking Dead. Il sert d'ambassadeur pour la communauté nommée « La Colline » et cherche fréquemment des nouvelles recrues. Le processus de recrutement est largement motivé pour aider leur communauté à combattre contre Negan et les Sauveurs. Il est ouvertement homosexuel et, dans le support d'origine, est le compagnon d'Aaron (révélé dans le 169e numéro).

## Personnalité
Paul est de nature ouverte et clémente. Il est aussi montré pour être extrêmement tactique, bien que parfois sa furie et ses émotions prennent le dessus. En plus de cela, il a été montré pour être un combattant qualifié, capable de battre un adversaire bien qu'étant complètement désarmé (plutôt que d'utiliser ses pieds et mains comme une arme primaire). On peut supposer grâce à ça qu'il aurait reçu un entraînement militaire officiel et/ou de cette nature. Il a également des habiletés à être un roi de l'évasion, et s'est montré comme un traqueur compétent.

## Apparitions

### Dans la bande dessinée
Paul nous est introduit en nous le montrant en train d'espionner sur la communauté d'Alexandria brièvement après l'invasion d'une horde de zombies. Paul sera plus tard attaqué par Michonne et Abraham Ford où il les immobilise facilement. Après avoir insisté pour rencontrer Rick Grimes, il est assommé et attaché. Après une série de questions, Rick décide finalement de laisser Paul l'emmener jusqu'à La Colline. Sur le chemin, Paul révèle qu'il aurait pu s'enfuir à tout moment mais est resté pour voir si Rick était digne de confiance. Les deux se réconcilient et continuent leur chemin. Après avoir atteint La Colline, il défend Rick quand ce dernier tue un citoyen qui avait été envoyé par Negan pour délivrer un message. Par la suite, il révèle à Rick et son groupe que lui et le reste de son peuple, durant des mois, ont été assiégés par les Sauveurs. Il tente de les traquer en retour jusqu'à leur base, mais il est attrapé et chassé jusqu'à la colonie.[réf. nécessaire]
En conséquence de la mort de Glenn par les mains de Negan, il décide de rejoindre Rick dans son combat contre les Sauveurs et devient un membre clé dans le comité de prise de décisions de Rick. Après que Rick décide de laisser partir le captif Dwight, Rick dit à Paul de le suivre et de voir contre qui ils se battent, mais de ne dire à personne leurs plans. Après s'être équipé, Paul commence à suivre Dwight, espérant découvrir la base des opérations des Sauveurs. Il est plus tard pris en embuscade par trois Sauveurs. Pendant qu'il tente de combattre le trio, il est réprimé par l'un des membres. Après être assommé au sol, Paul est presque tué par les Sauveurs, cependant il est sauvé par Dwight et un autre Sauveur, qui dit aux attaquants de Paul de partir, car ils ont quelques questions "importantes" pour Paul. Dwight et l'autre Sauveur attachent Paul et le font monter dans une jeep. Ils conduisent vers le Sanctuaire, accordant à Paul d'avoir une bonne vue de la zone et il part de la jeep à la toute dernière seconde, évitant étroitement une capture et le reporte à Rick. Il présente Rick à Ezékiel, le leader du Royaume, dans l'espoir de rassembler les trois communautés en une qui se battrait contre les Sauveurs. En même temps qu'il se faufile dans La Colline pour dire à Maggie le plan de Rick, il apprend que Kal l'a trahi et s'est enfui pour informer les Sauveurs de leur plan. Jesus le rattrape et le convainc de changer d'avis. Il continue à recruter des membres de La Colline, au désarroi de Gregory.[réf. nécessaire]
Plus tard, alors que Negan détient Rick, Nicholas, Heath & Holly en otage pour avoir tenté de le tuer, Jesus arrive à Alexandria, caché de Negan et ses hommes. Il attrape ensuite un Sauveur par son pied et trébuche dessus. Les Sauveurs ouvrent le feu, mais au lieu de toucher Paul ils tuent le Sauveur. Negan leur commande de cesser le feu et à ce moment Paul se jette sur le premier Sauveur et ordonne à Rick, Heath, Holly, et Nicholas d'aller dans une tranchée. Il continue à combattre les Sauveurs jusqu'à ce qu'il atteigne Negan, qu'il désarme et capture. Negan dit désespéré aux Sauveurs de ne pas tirer et Paul délivre l'ordre de laisser partir les survivants et menace de tuer Negan. Ce dernier dit à Paul que même s'il était sur le point de réussir, les Sauveurs auront continué à tirer et auront tué Paul. Cependant il est révélé que les intentions de Paul étaient de retarder les Sauveurs jusqu'à ce qu'Ezékiel et ses soldats arrivent. Jesus continue à aider Rick et Ezékiel dans leur combat contre les Sauveurs jusqu'à que Negan soit vaincu.[réf. nécessaire]
Deux ans après l'incarcération de Negan, Jesus agit comme l'adjoint de Maggie à La Colline, pendant qu'il continue ses visites périodiques à Alexandria.[réf. nécessaire]

### Dans la série télévisée
Robert Kirkman a confirmé que Jesus sera un personnage récurrent dans les saisons à venir. En septembre 2015, Tom Payne est choisi pour jouer Paul Rovia.
Saison 6
Paul fait sa première apparition dans The Next World : il sort de nulle part en bousculant accidentellement le nouvellement chef d'Alexandria Rick, parti avec Daryl en mission d'approvisionnement peu après le nettoyage des rôdeurs à la suite de l'invasion de la zone de sûreté. Paul vole à Rick les clés d'un camion rempli de provisions et conduit loin. Rick et Daryl rattrapent Paul pendant que Paul change un pneu à plat. Rick essaie de maîtriser Paul, et après un court combat, y arrive. Rick laisse Paul sur la route avec ses pieds et mains attachées pendant que lui et Daryl s'éloignent avec le camion de provisions. Daryl réalise plus tard que Paul a réussi à se libérer et est sur le toit du camion et Rick freine violemment, faisant chuter Paul. Jesus se relève et commence à courir pendant que Daryl le pourchasse, et que Rick tue les zombies aux alentours. Pendant que Daryl et Paul se battent à l'intérieur du camion, ils relâchent accidentellement le frein du camion qui roule jusque dans un étang qui n'était pas loin, mettant Paul inconscient dans l'action. Rick et Daryl ramènent Paul à Alexandria, l'enfermant dans une cellule. Il parvient à s'en échapper et dit à Rick qu'il veut lui parler. Il informe alors le groupe qu'il fait partie d'un campement effectuant des échanges avec les autres camps de survivants et leur propose de les y emmener.
Rick, Daryl, Abraham, Maggie, Michonne et Jésus partent donc vers La Colline. En route, ils découvrent un bus accidenté appartenant à des concitoyens de Jesus. La bande décide d'aller explorer les alentours et retrouvent quelques survivants - dont un médecin obstétricien, le docteur Carson - cernés par des rôdeurs. Après s'en être débarrassés, le groupe reprend la route vers « La Colline » et s'aperçoivent que les habitants sont dépourvus d'armes à feu mais qu'ils bénéficient de beaucoup de vivres.
Après avoir fait les présentations, le chef, Gregory, discute avec Maggie, qui veut faire un marché entre les deux villes. Mais Gregory ne veut rien entendre, affirmant n'avoir pas besoin d'eux. Peu après, trois membres de « La Colline » reviennent d'une expédition et expliquent qu'un membre de leur équipe s'est fait prendre en otage par les Sauveurs, le groupe de Negan. L'un d'entre eux, Ethan qui est l'aîné du captif, poignarde Gregory en expliquant qu'il doit le tuer pour que son frère reste en vie. Promptement, Rick, Abraham et Daryl frappent Ethan et le tuent. Après avoir désamorcé la situation auprès des siens, Jesus leur révèle que les Sauveurs ordonnent aux membres de « La Colline » de leur donner la moitié de leurs vivres en échange de leurs vies sauves. Rick, ayant entendu parler du groupe de Negan par Daryl, suggère que son groupe élimine tous les hommes de Negan en échange de la moitié des provisions de « La Colline ». Maggie négocie avec Gregory qui finit par accepter. Jesus et un des ravitailleurs accompagnent le groupe pour le mener à l'avant-poste satellite des Sauveurs.
Rick et ses compagnons élaborent le plan pour attaquer l'avant-poste avec l'aide d'un habitant de la Colline, qui connaît la configuration de leur base. À l'aide de la tête d'un rôdeur grimée en Gregory, les deux sentinelles sont liquidées en silence et les hommes de Rick s'introduisent dans le complexe : Jesus, qui a pris soin de dissimuler son visage, participe à l'assaut de son côté en éliminant furtivement les Sauveurs qu'il rencontre. Pour rester discrets, ils éliminent plusieurs Sauveurs dans leur sommeil : Glenn tue des humains pour la première fois à la place de Heath, qui n'y parvient pas. L'un des Sauveurs parvient à déclencher l'alarme, et une violente fusillade débute. Seuls ou en binôme, les compagnons de Rick font un carnage chez les Sauveurs : Jesus sauve d'ailleurs Heath d'une mort certaine, éliminant par surprise celui qui lui faisait face avec son arme et s'apprêtait à l'abattre.
Mais ça ne reste qu'un avant-poste, et Negan va prendre sa revanche à la fin de la saison en abattant Glenn et Abraham, puis en asservissant Rick et sa communauté.
Saison 7
Réfugiée dans une des maisons de La Colline, Maggie apprend du docteur Harlan Carson que son infection était liée à un léger décollement du placenta sans risques pour le bébé à naitre. Elle retrouve un peu plus tard Sasha et Jesus devant les tombes de Glenn et Abraham, qui sont enterrés dans la cité. Gregory le chef de la communauté, souhaite le départ rapide des deux femmes, car leurs présences révéleraient aux « Sauveurs » que les deux communautés sont alliées.
Plus tard, Jesus et Carl cachés dans un camion des Sauveurs arrivent au Sanctuaire de Negan. Jesus propose à Carl de sauter en route pour s'infiltrer incognito, mais Carl, feignant de le suivre, reste dans le camion et se saisit d'un fusil. Alors que le camion est à l'arrêt, il en sort et tue deux sauveurs avant que Negan n'arrive. Dwight arrive à maîtriser Carl et lui confisque son arme sous le regard admiratif de Negan. Celui-ci emmène le fils de Rick lui faire visiter les lieux.
Au Sanctuaire, Daryl arrive enfin à s'échapper de sa cellule. Tout en se frayant discrètement un chemin à travers le bâtiment, il finit par récupérer des vêtements et réussit à sortir sans être vu. Mais dehors, voulant voler une moto, il se fait surprendre par un Sauveur et décide de l’exécuter sommairement. Il tombe alors sur Jesus. Les deux hommes s'échappent du Sanctuaire en moto et rejoignent la Colline.
Rick et son groupe décident de rassembler plusieurs groupes afin de lutter contre Negan. Mais Gregory, le leader de la Colline, prend peur et refuse catégoriquement de se retourner contre Negan.
À Alexandria, Rick et ses hommes, soutenus par le groupe de Jadis, attendent de pied ferme les Sauveurs, armés de fusils d'assaut. C'est à ce moment que le clan de la décharge retourne ses armes vers Rick et ses hommes et Jadis se justifie de cette trahison en déclarant que Negan lui a fait une meilleure offre. Après plusieurs échanges de balles, Alexandria tombe finalement aux mains des Sauveurs. Rick et Carl sont faits prisonniers et Negan s’apprête à fracasser le crâne du fils de Rick avec Lucille. Mais au moment où il allait l'abattre, Shiva, le tigre d'Ezekiel, apparaît de nulle part et empêche cette mise à mort en dévorant un Sauveur. Carol, Morgan et les membres du Royaume arrivent en renfort en même temps que la communauté de la Colline, commandée par Jesus et Maggie. Ensemble, les communautés d'Alexandria, du Royaume et de la Colline s'unissent contre les Sauveurs, surpris et complètement dépassés par le nombre de leurs assaillants. Negan profite du chaos général pour prendre la fuite avec Dwight, Simon, Eugene et quelques Sauveurs. Jadis et les survivants de sa troupe arrivent à s'échapper également.
Quand le calme est revenu, Maggie et Jesus partent à la recherche de Sasha dans la forêt pour l'achever. Un peu plus tard, les trois communautés du Royaume, d'Alexandria et de la Colline réunies à Alexandria rassemblent leurs forces pour se préparer à la guerre contre les Sauveurs. Quant à Negan, furieux et humilié, il retourne au Sanctuaire. Il rassemble ses troupes et leur annonce qu'ils sont désormais en guerre.
Saison 8
Rick, Maggie et Ezekiel rassemblent leurs communautés pour lancer une contre-attaque contre Negan et les Sauveurs.
Les amis et alliés de Rick sont répartis en plusieurs groupes, menés par les leaders emblématiques : Jesus, Morgan et Tara guident un groupe vers la base satellite détenue par les Sauveurs. Tout se déroule comme prévu, les ennemis sont abattus, jusqu'au moment où Jesus et Tara tombent sur un homme s'étant uriné dessus qui semble terrorisé et veut se rendre. Tara veut l'abattre, mais Jesus ne parvient pas à se résoudre à tuer un homme les mains en l'air. Finalement, l'homme prend Jesus en otage et le menace. Il arrive à s'en sortir mais ne le tue pas, il préfère le ligoter et le laisser sur place. Leur groupe parvient à prendre le contrôle de la base, mais au moment où ils tombent sur les derniers survivants Jesus ne peut se résoudre à tous les tuer. Les hommes de Negan se rendent et déposent les armes. Morgan ne comprend pas ce choix, mais ils décident de laisser les trois leaders prendre la décision sur leur sort.
Alors que le groupe dirigé par Jesus, Morgan et Tara escorte les Sauveurs prisonniers vers la Colline pour laisser Maggie décider de leur sort, ils sont surpris par une horde de rôdeurs. Quelques prisonniers sont dévorés, tandis que d'autres, notamment Jared, parviennent à s'enfuir par les bois. Morgan les poursuit et finit par les rattraper, en abat un avant d'être désarmé par Jesus. Les deux hommes se battent alors en duel, Morgan prétextant qu'il faut suivre les ordres de Rick et les tuer, tandis que Jesus continue de penser qu'il est préférable de les laisser en vie tant que la guerre n'est pas terminée. Jesus prend finalement l'avantage sur Morgan, qui décide d'abandonner le groupe et de partir seul dans les bois.
De son côté, Gregory est retourné à la Colline mais s'en voit refuser l'accès par Maggie. Finalement, elle est prise de pitié pour lui, et lui ouvre les portes de la Colline. Le groupe de Jesus arrive alors à la Colline, et Maggie semble prendre le parti de Jesus plutôt que de Tara et Morgan.
Grégory essaie de convaincre Maggie de sa loyauté envers le groupe, mais celle-ci, méfiante, émet quelques doutes quant à ses motivations, notamment sur le sort des prisonniers. Finalement, elle décide de les faire entrer dans l'enceinte de la colline et les place dans une cage à ciel ouvert, avec Gregory. Elle indique à Jésus qu'elle les maintient en vie uniquement dans l'idée de pouvoir les échanger contre d'éventuels prisonniers des communautés.
Les Sauveurs attaquent la Colline avec leurs armes contaminées, menant à une bataille dans laquelle les deux parties subissent de lourdes pertes.
Le groupe de Rick comprenant Jesus suit les faux plans qui leur ont été donnés par Gregory, les menant d'abord sur des Sauveurs sacrifiés par Negan puis dans le vrai piège. Mais alors que les Sauveurs se mettent à tirer sur le groupe encerclé, leurs armes se retournent contre eux parce que leurs munitions ont été sabotées par Eugène. Les sauveurs survivants se rendent, tandis que Rick poursuit Negan; Les deux se battent et Rick réussit à trancher le cou de Negan, mais immédiatement Siddiq soigne sa blessure, sachant que Carl voulait que Negan survive.
Les survivants se regroupent et reconstruisent leurs communautés, mais la décision de Rick d'épargner Negan contrarie Maggie et elle promet à Jesus et Daryl de prendre des mesures contre Rick à l'avenir.
Saison 9
Un an et demi après la chute de Negan, Jesus joue toujours son rôle de second (et également de garde-fou) de la Veuve : après la tentative d'assassinat de Maggie par Earl (mais orchestré dans l'ombre par Gregory), il semble tenter comme toujours d'apaiser les tensions et comme Michonne, intercède auprès de Maggie afin qu'elle rende visite à Earl pour discuter avec lui, et ne lui réserve pas le même sort qu'à Gregory qui, avec l'aide de Daryl, est pendu un soir devant les adultes de la communauté et d'Oceanside pour l'exemple, mais aussi parce qu'il était irrécupérable contrairement à Earl (qui venait de perdre son fils Ken lors d'une sortie avec Maggie, et était fragilisé et alcoolisé au moment des faits). La Veuve commue finalement la peine du forgeron en travaux d’intérêt général sous surveillance.
Six ans après la destruction du pont et la mort présumée de Rick Grimes, Maggie Greene a rejoint avec Hershel la dénommée Georgie après des invitations répétées : suivant la promesse qu'il a faite à la Veuve, Jesus secondé par Tara dirige désormais la Colline à sa place. Bien qu'il gère personnellement mal son nouveau statut, Jesus semble être un bon dirigeant puisque, des « élections » régulières étant maintenues, il serait systématiquement réélu à ce poste par les membres de la communauté. Pour compenser le poids de sa charge, Jesus s'est octroyé des sorties secrètes également régulières pour rejoindre Aaron, qu'il a pris comme disciple en arts martiaux et avec qui il passe du temps à discuter, autant pour eux que pour garder un lien entre leurs deux communautés (Alexandria s'étant apparemment repliée sur elle-même sous l'impulsion de Michonne). Durant l'une de ces sorties non autorisées par les leurs, ils aperçoivent une fusée de détresse au-dessus des bois et trouvent Rosita, blessée et à moitié consciente, qui leur apprend avant de s'évanouir qu'Eugene est seul et blessé dans une grange indéterminée tandis que des rôdeurs sont en approche : ils ramènent Rosita à Enid, puis Jesus part avec Aaron, Daryl (accompagnant la reine Carol et le prince Henry, venu se former à la Colline comme forgeron) et son chien, à la recherche d'Eugene.
Alors que le trio constate le comportement étrangement coordonné d'une horde qui les suit, ils retrouvent le soir Eugene dans sa cachette : il leur confirme l'aspect singulier de ces rôdeurs, qu'il affirme avoir entendu avec Rosita communiquer en « chuchotant ». Ladite horde les ayant débusqués, ils partent en trombe mais se font poursuivre. Ne pouvant les semer jusqu'à leurs chevaux à cause de la blessure d'Eugene (qui est soutenu par deux d'entre eux), Jesus lance l'idée de se séparer afin de les attirer sur lui pour leur faire gagner du temps, mais Daryl refuse et se substitue à lui avec Clebs : cependant, Aaron, Eugene et lui seront rattrapés et acculés dans un cimetière par la horde (qui aura, contre toute vraisemblance, purement snobé Daryl et Clebs). Rejoints par Michonne, Magna et Yumiko qui, de l'extérieur, aident Eugene à ouvrir la grille bloquée dans le sol, Aaron et Jesus contiennent l'avancée des morts-vivants sur eux en faisant une hécatombe.
Toutefois, alors qu'Aaron lui enjoint de les rejoindre et qu'un dernier rôdeur se tient entre ses amis et lui, Jesus ne prend pas garde et s'élance sans se protéger dans un geste pour achever le mort : ce dernier (qui se révélera être en fait un Chuchoteur) esquive furtivement son attaque et se glisse par surprise derrière lui pour le poignarder à mort, chuchotant ses derniers mots à l'oreille. Tandis que le reste du groupe arrive à l'assaut du meurtrier et de ses comparses venant en renfort, Aaron constate la mort de son maître et ami.
Son corps est cependant, malgré l'urgence de leur situation, directement ramené avec eux par Aaron, Daryl et les autres à sa communauté, qui leur en est reconnaissante. Jesus a droit à des funérailles avec cérémonie tenue par son groupe et les alliés présents.
Jesus est revu durant un retour en arrière dans l'épisode Bounty.

## Accueil

### Accueil critique
Le site de critiques de bande dessinées The Weekly Crisis a listé Jesus dixième dans leur liste des Dix meilleurs personnages dans The Walking Dead, disant: " Jesus a montré au fur et à mesure qu'il est un homme bon et digne de confiance qui veut juste le meilleur pour tout le monde. Le nom correspond. Bien que qu'il nous a été présenté récemment, Jesus se montre vite pour être l'un des meilleurs personnages du livre."